# Кресс, Владимир Викторович
Влади́мир Ви́кторович Кресс (укр. Володимир Вікторович Кресс; 3 мая 1970) — украинский футболист, нападающий.

## Игровая карьера
В высшей лиге Украины дебютировал 3 июня 1992 года в составе «Эвиса» против донецкого «Шахтёра» (1:6). Далее выступал в командах первой и второй лиг «Дружба» (Бердянск), «Олимпия ФК АЭС», СК Одесса, «Динамо» (Одесса). Завершал карьеру в овидиопольском «Днестре», с которым прошёл путь от чемпионата области до чемпионата Украины среди команд второй лиги. Становился победителем любительского чемпионата Украины (1999). Вошёл в историю команды как лучший бомбардир «Днестра» в любительских чемпионатах — 23 мяча.